# Gold Dust (DJ Fresh)
Gold Dust is een nummer van de Britse drum and bass-artiest DJ Fresh. Het is afkomstig van zijn album Kryptonite.

## Lijst van nummers
| Nr. | Titel     | Duur |
| --- | --------- | ---- |
| 1.  | Gold Dust | 7:51 |
| 2.  | The Field | 5:53 |

| Nr. | Titel                             | Duur |
| --- | --------------------------------- | ---- |
| 1.  | Gold Dust (Radio Edit)            | 3:14 |
| 2.  | Gold Dust (Vocal VIP Mix)         | 5:18 |
| 3.  | Gold Dust (Flux Pavilion Remix)   | 5:25 |
| 4.  | Gold Dust (Mike Delinquent Remix) | 6:08 |
| 5.  | Gold Dust (Vent Remix)            | 5:02 |
| 6.  | Gold Dust (Sammy J Remix)         | 6:03 |